# Професійно-технічне училище № 6 (Кременчук)
Кременчуцьке професійно-технічне училище № 6 — навчальний заклад, у місті Кременчук.

## Історія
Навчальний заклад було створено 6 травня 1921 року на базі Крюківських вагоноремонтних майстерень, як ремісниче училище № 6 (РУ-6), з терміном навчання 2 роки. Училище здійснювало підготовку ковалів, слюсарів механоскладальних робіт, теслярів. Воно розпочало біографію з простої майстерні, що була розміщена в старому списаному вагоні. Всього 30 учнів налічував перший учнівський загін. Нині в училищі навчається понад 300 учнів
У 1934 році було збудовано навчальний корпус закладу, котре використовується і зараз.
У роки Другої світової війни училище продовжувало працювати. Учні та частина педагогічного колективу були евакуйовані до Луганської області.
10 серпня 1960 року ремісниче училище № 6 було реорганізовано в міське профтехучилище № 6.
20 січня 1966 року училищу було присвоєно ім'я Героя Радянського Союзу Михайла Степановича Новохатька.
З 1975 року — середнє міське профтехучилище № 6 ім. Новохатька.
15 серпня 1984 року середнє міське профтехучилище № 6 ім. Новохатька було перейменоване у середнє професійно-технічне училище.

### Спеціальності
- Бухгалтер.
- Квітникар.
- Електрогазозварювальник.
- Слюсар-ремонтник.
- Слюсар із ремонту автомобілів.
- Верстатник широкого профілю.